# Ireneo Portela (Buenos Aires)
Ireneo Portela, o simplemente conocida como Portela, es una localidad argentina del partido de Baradero, provincia de Buenos Aires.

## Historia

### Origen de la ciudad
La localidad de Portela debe su origen como Villa Alsina y Santa Coloma, al paso del ferrocarril, al conocimiento del trazado de líneas férreas en este caso del ferrocarril Belgrano. La familia Guevara Lynch comienza a lotear y vender tierras, iniciando así la formación del pueblo. El primer tren pasó por esta zona el 15 de enero de 1909.
Había que pensar un nombre para este lugar, pero al existir divergencias de opiniones entre la familia, deciden que el nombre de Guevara Lynch no habría de figurar. Si en cambio el de un amigo como había sido el Dr. Ireneo Portela, importante y médico nacido en la ciudad de Buenos Aires en el año 1802. También ocupó cargos como diputado de la Legislatura en 1834 y 1836 y Senador Provincial siendo muy destacada su vida política y pública.
Portela hoy declarado pueblo histórico, cuenta entre su historia con lugares, personajes y sitios que le han valido su título como la presencia de las familias Pueyrredón, Frers, Guevara Lynch, Gainza, genoud, Zavaleta, O´Roarque, quienes también fueron parte de nuestra historia nacional. Portela es sede de la primera escuela Rural Nicolás Avellaneda más conocida como escuela de la Bellaca, de postas y estancias como la de Santos Gómez donde pasara San Martin y su ejército en su marcha a San Lorenzo, la presencia temprana de los Jesuitas en los campos ubicados en el Paraje la Higuera, la estancia Santa Ana donde el Che Guevara paso parte de su infancia y adolescencia visitando a su abuela Ana Lynch.
Portela cuenta también entre sus primeras edificaciones con la estación del ferrocarril designada en el kilómetro 82 con el nombre de ESTACION IRENEO PORTELA inaugurándose el servicio al público en el año 1912, con una antigua capilla inaugurada el 18 de enero de 1914, declarada monumento histórico, bajo la advocación del Dulce Nombre de Jesús, la escuela N.º 10 inaugurada en el año 1916, con el Club Social y Deportivo Ireneo Portela fundado en 1930 con la fusión del Centro Recreativo Juventud Unida y el Foot Ball Atlético Ireneo Portela, un antiguo almacén de ramos generales llamado “La sucursal”, hoy restaurante de campo, pero también cuenta con su propio escudo que fue oficializado el 30 de diciembre de 1993 por el Honorable Consejo Deliberante de Baradero. Confeccionado a partir de un concurso entre sus habitantes, resultando elegido el diseño del alumno Matías Ramos, de la Escuela N.º 10 “José Manuel Estrada”. Y en su diseño se encuentran presente la capilla, las vías del ferrocarril, los colores del club y a ambos lados las espigas de trigo representan la agricultura y en su parte inferior la cabeza de un animal vacuno significa la ganadería, lo que hace a un pueblo agrícola ganadero.

## Población

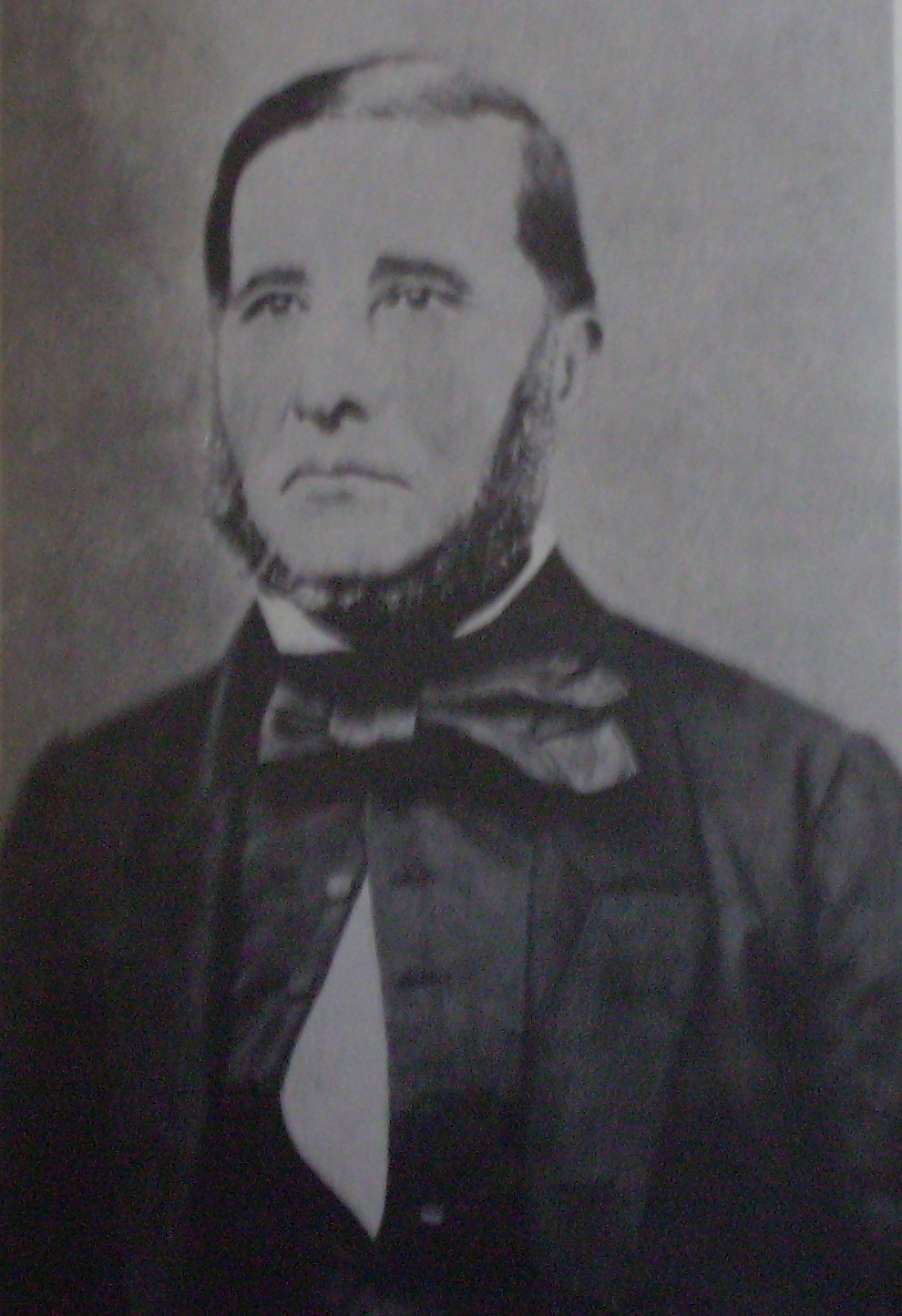
Dr. Ireneo Portela.

Cuenta con 379 habitantes (Indec, 2010), lo que representa un descenso del 15% frente a los 449 habitantes (Indec, 2001) del censo anterior.
| Gráfica de evolución demográfica de Ireneo Portela entre 1991 y 2010 |
|                                                                      |
| Fuente: Censos nacionales del INDEC                                  |

## Toponimia
Recibe su nombre en honor al Doctor Ireneo Portela (15 de julio de 1802) quien se destacara en la lucha contra la epidemia de escarlatina de 1836. Fue médico cirujano, profesor y legislador.